# Travailleur détaché
Pour les articles homonymes, voir détaché (homonymie).
En droit du travail, le statut de travailleur détaché est un statut défini par la directive européenne du 16 décembre 1996 permettant à un employé travaillant dans un État membre de l'Union européenne d'être détaché pour aller travailler dans un autre État membre. Ce statut garantit au salarié un socle de droits minimums applicables au titre de la législation du pays dans lequel il est détaché. Ainsi, le salaire et les conditions de travail du travailleur détaché dépendent du pays d'accueil.
En revanche, en droit de la sécurité sociale, les cotisations sociales sont celles du pays d'origine. Ceci s'explique par la nécessité d'éviter des ruptures de couverture de protection sociale pour des travailleurs qui ne partent que quelques jours ou quelques mois à l'étranger effectuer leur mission.
En principe, le travail détaché devait répondre à un besoin de main d'œuvre spécialisé et temporaire dans un domaine précis. L'employeur peut être une entreprise prestataire de services, un groupe ou une entreprise de travail temporaire.
Cette législation relevait à l’origine d'une exception à la convention de Rome de 1980, suivant laquelle la loi applicable au contrat de travail est celle choisie par les parties et seules les lois de police du pays d'accueil s'appliquent à un salarié en mobilité temporaire. Ces dispositions particulièrement impératives sont par exemple, en France, celles relatives au droit de grève. L'objectif de la directive européenne était d'assurer à ces travailleurs un socle de droits plus larges que ceux applicables au titre de la convention de Rome pour faciliter la libre prestation de services tout en luttant contre la concurrence déloyale et en assurant une protection des travailleurs.
En France, les règles européennes sur le détachement ont été reprises dans le code du travail en complément des règles déjà existantes. Le droit national complète ainsi le droit de l'Union européenne. Les règles relatives au détachement s'appliquent ainsi à tout travailleur détaché en France, quelle que soit sa nationalité et quel que soit le pays d'établissement de son employeur, intra-Union européenne ou non.
Toutefois, le phénomène des travailleurs détachés s'est, dans les années 2010, significativement développé dans certains secteurs économiques en Europe, notamment dans les « grands groupes du bâtiment et des travaux publics […], pour les activités les moins qualifiées », conduisant à une nouvelle forme de dumping social, ce que confirme un rapport critique (423 pages) coordonné par l'université d'Amsterdam, commandé par la Commission européenne elle-même en 2011. Après la publication d'une « directive d'exécution » (en 2014) qui n'a pas résolu les problèmes, ceci devrait conduire à une révision de la directive (sept ministres du travail et de l’emploi de l’Union européenne l'ont proposé le 18 juin 2015). Selon le CESE, « les troubles causés aux marchés du travail de certains secteurs par un usage irrégulier du droit du détachement sont aujourd’hui couramment dénoncés ».

## Cadre juridique
La directive concernant le détachement de travailleurs a défini des règles adoptées en 1996.
En 2014, une directive d'exécution a été approuvée pour réduire la fraude, le contournement de la réglementation, et augmenter l'échange d'informations entre les États membres. Cette directive de 2014 concerne les prestations de services (Directive d'exécution 2014/67/UE). Sa transposition dans les législations nationales a été obligatoire avant le 18 juin 2016.
Toutefois, ces directives adoptées dans un contexte dans lequel le volume du détachement était significativement plus réduit ne permettent pas de lutter efficacement contre la concurrence déloyale et la fraude.
Après deux ans de négociation, la révision de la directive 96/67/CE relative au détachement a été adoptée par les États membres, en juin 2018.

## Durée du détachement
D'après la jurisprudence (affaire C-113/89 Rush Portuguesa Lda), les travailleurs détachés retournent dans leur pays d'origine après l'achèvement de leur travail sans à aucun moment gagner l'accès au marché du travail de l’État membre hôte. D'après l'article 12 du règlement (CE) no 883/2004, la période de travail détaché est au maximum de 24 mois, ce qui donne un sentiment de durée temporaire. Cependant, le fait que deux périodes peuvent n'être séparées que de deux mois donne le sentiment que le travail détaché peut être plus permanent. Attention toutefois, cette durée maximale ne vaut que pour la sécurité sociale. Au-delà de cette durée, le travail doit en effet être affiliée à la sécurité sociale française. En droit du travail, il n'y a pas de durée maximale de détachement.
La durée du détachement peut être influencée par la règle relative à l’État d'imposition dont le seuil est de 183 jours travaillés par année fiscale.

## Conditions de travail et de rémunération, et cotisations sociales
Le salaire et les conditions de travail relèvent de la réglementation du pays d'accueil temporaire.
En revanche, les cotisations sociales sont celles du pays d'origine,. Ceci s'explique par la nécessité d'éviter des ruptures de couverture de protection sociale pour des travailleurs qui ne partent que quelques jours ou quelques mois à l'étranger effectuer leur mission[réf. souhaitée]. Mais cela peut créer des distorsions en termes de concurrence assimilables à du dumping social,. Et certaines entreprises en abusent, en embauchant par exemple des travailleurs français par l'intermédiaire d'agences d'intérim situées à l'étranger, dans des pays qui ont des cotisations sociales peu élevées.
En 1996, Berghman considérait qu'en n’interférant pas dans la sécurité sociale la communauté européenne permettait à ses États membres les moins développés d'améliorer leur position économique en profitant des avantages compétitifs que génèrent leurs systèmes de protection sociale moins développée, dans le même temps où, cependant, cela constitue une incitation au dumping social.
En fait, les contributions de sécurité sociale payées par les employeurs et les impôts sur les revenus des sociétés des pourvoyeurs de travailleurs détachés — notamment la Slovénie et la Pologne — sont la plupart du temps plus faibles que dans les États membres les recevant — notamment la Belgique, la France, l'Autriche et l'Allemagne — Cela peut conduire à un avantage compétitif.
La CJUE considère — dans l'affaire Sähköalojen ammattiliitto ry (C-396/13) — que le « taux de salaire minimal » qu'un État membre peut exiger comme paiement d'un travailleur détaché inclut : les congés, les taux journaliers de compensation du travail détaché, et les compensations pour récupérer les temps de déplacement, sur une base identique à celles des travailleurs locaux.
D'après certaines études les travailleurs détachés gagneraient entre 10 et 50 % de moins que les travailleurs locaux.
La rémunération du travailleur détaché dépend également de son pays d'origine : les conducteurs de poids-lourds détachés de
Pologne ont des salaires plus élevés que ceux de Roumanie.
Le salaire minimal est construit sur deux mécanismes de base différents :
- dans certains pays — Belgique, Allemagne, France, Pays-Bas, Pologne et Roumanie) —, les salaires minima sont définis par les autorités publiques ou des consultations/négociations bipartites ou tripartites pour couvrir l’ensemble des populations.
- Dans d'autres pays — au Danemark, en Italie et en Suède —, les salaires minima sont entièrement définis par accord collectif sectoriel.

En Allemagne, dans certains secteurs, les salaires minima sont définis par chaque entreprise, ce qui laisse la société de détachement libre de choisir son salaire minimal.
Lorsque le salaire est défini par une convention sectorielle, les sociétés de détachement n'en comprennent pas correctement les mécanismes, ce qui les conduit à sous-estimer les taux de salaire minima applicables.
Les organisations syndicales défendent un principe : « rémunération identique pour un même travail dans un même lieu ».
Cependant, le principal problème des travailleurs détachés réside dans la mise en œuvre des règles existantes.
En Europe, il existe également une différence entre le concept de « taux de salaire minimal » (concept européen) et le concept de « Salaire minimal » (concept national) :
- Le « taux de salaire minimal » définit la somme minimum à garantir aux travailleurs détachés par l'État d’accueil selon la directive sur le détachement.
- Le « Salaire minimal » est un concept national qui définit la plus faible rémunération que les employeurs peuvent légalement payer à leurs employés[6].

Dans les pays d'accueil, le taux de salaire minimal concerne la rémunération brute et comprend le taux majoré pour heures supplémentaires.

## Statistiques
Certaines études statistiques tentent de déterminer le nombre de travailleurs détachés, sur la base du nombre de Documents Portable (PD). Les PD sont une déclaration formelle de la législation relative à la sécurité sociale applicable. Toutefois les études basées sur les PDs sont incomplètes et difficiles dans la mesure où les formulaires peuvent être délivrés a posteriori.
La question des travailleurs détachés est controversée, mais il n'existe pas de statistique officielle relative aux revenus réels des travailleurs détachés, et les statistiques d'Eurostat sont imprécises.
Cependant, l'Allemagne est la plus sujette aux travailleurs détachés avec 373 666 personnes, alors que la France arrive en deuxième position avec 182 219 travailleurs détachés.
En 2014, 1,92 million de PD ont été émis par les États membres, dont 1,45 spécifiques à un seul pays, les autres concernant plusieurs pays, ou des équipes de transport ou de vol.
Le secteur du BTP est très concerné par les travailleurs détachés. La majorité des travailleurs détachés le sont dans ce secteur d'activité. En 2014, 43,7 % des PDs A1 sont émis pour ce secteur. C'est notamment le cas pour les pays pourvoyeurs — République tchèque, Estonie, Croatie, Lituanie, Hongrie, Pologne, Portugal, et Slovénie —, mais aussi pour les pays cibles, où le BTP représente plus de 50 % des travailleurs détachés — Belgique, Lettonie, Luxembourg, Autriche,
Slovénie, Finlande, Suède et Liechtenstein.

### En France
En 2016 la France est le deuxième pays d'accueil de travailleurs détachés, derrière l'Allemagne et devant la Belgique.
Le nombre de travailleurs détachés y est passé de 38 000 en 2006 à 210 000 en 2013 et 286 000 en 2015. En 2016 les trois premières nationalités concernées par les détachements en France étaient les Polonais (46 000), les Portugais (44 000) et les Espagnols (35 000). En 2017 les Portugais sont devenus les plus nombreux (74 000 en 2017), devant les Polonais (61 000), les Allemands (45 000) et les Roumains (44 000). Environ 37 000 Français ont été déclarés détachés… en France via des « sociétés d'intérim basées à l'étranger » (Luxembourg en particulier, qui proposent une main-d'œuvre française à des entreprises basées en France).
En ne comptant que les travailleurs détachés légaux et déclarés et hors secteur du transport routier, selon un bilan intermédiaire du « plan national de lutte contre le travail illégal », la France a en 2017 compté 516 000 salariés détachés (soit une augmentation de 46 % par rapport à 2016, qui peut en partie s'expliquer par une meilleure remontée des déclarations de détachement, dans une nouvelle base de données, via le télé-service Sipsi),. En décembre 2017, le gouvernement supprime la taxe sur le travail détaché (quarante euros par travailleur détaché) avant même qu'elle ne soit appliquée.
En 2016, 24 % des « détachés » légalement déclarés travaillaient en intérim et 18% dans l'industrie. Ils œuvrent essentiellement dans le secteur du bâtiment et des travaux publics.
En 2016 beaucoup de chantiers de BTP ont été l'objet de dénonciation. Selon le rapport cité par Le Monde en février 2018, l'inspection du travail se montre moins active (965 interventions en 2017 contre le travail détaché, alors qu’il y en avait eu 1 330 en 2016, soit - 27 % en un an, ce qui laisserait entendre que ce combat n'est plus une priorité pour le gouvernement Macron. Les sanctions sont plus nombreuses (plus de 1 000 amendes en 2017 contre 456 en 2016 ; soit 6 millions d'euros, et 3 fermetures d'établissement + 11 suspensions de prestation de service en 2017).
Le BTP est le plus contrôlé par les inspecteurs du travail (59 % des visites de 2017), « en raison, notamment, des « fraudes particulièrement importantes » dans cette branche et des signalements « de la profession » » ; et les chantiers du Grand Paris pourraient encore encourager cette dérive.
La sous-déclaration est importante. En 2016, selon Michel Sapin, le chiffre réel est plus proche de 350 000. En 2015, en réponse à une saisine (du 16 avril 2015) par le Premier ministre le Conseil économique, social et environnemental a produit un rapport.

## Renégociation de la directive sur le travail détaché
Dans le cadre de cette renégociation, un rapport de 2016 confirme la « forte hétérogénéité » des salaires minimums dans les 28 États membres, ce qui est « source d'une concurrence salariale préjudiciable au bon fonctionnement » de l'UE. En valeur brute, les niveaux vont de 184 euros par mois en Bulgarie à 1 923 euros pour le Luxembourg - la France se situant à la 6e place. En 2013 toujours, 22 pays ont un salaire minimum légal national (le dernier pays à l'avoir créé est l'Allemagne). Six pays (Italie, Chypre, Autriche, Danemark, Suède et Finlande) n'en ont pas mais ils ont pour la plupart des salaires minima sectoriels.
Dans le cadre de la renégociation de la directive et pour lutter contre le dumping social, la ministre française du Travail Myriam El Khomri a annoncé que la France soutiendra le principe d'un « salaire minimum européen ».
Ainsi, la commissaire pour l’emploi, les affaires sociales, les compétences et la mobilité des travailleurs, Marianne Thyssen, déclare : « J’ai dit, dès le tout début de mon mandat, que nous devions faciliter la mobilité de la main-d’œuvre, mais qu’il fallait le faire de façon équitable. La proposition d’aujourd’hui créera un cadre juridique clair, équitable et facile à appliquer en matière de détachement ».
La proposition vise à ce que ne soit pas seulement pris en compte le taux de salaire minimal, mais aussi d’autres considérations comme les primes et les indemnités. La proposition concerne également l'application obligatoire des conventions collectives pour les travailleurs détachés dans tous les secteurs économiques, ainsi que le travail intérimaire et les détachements supérieurs à 24 mois.